# Associazione Calcio Femminile Trento 2009-2010
Questa voce raccoglie le informazioni riguardanti l'Associazione Calcio Femminile Trento nelle competizioni ufficiali della stagione 2009-2010.

## Rosa
| N. |                   | Ruolo | Calciatrice          |
| -- | ----------------- | ----- | -------------------- |
|    | Italia (bandiera) | P     | Chiara Valzolgher    |
|    | Italia (bandiera) | P     | Deborah Giacomelli   |
|    | Italia (bandiera) | D     | Beatrice Agostini    |
|    | Italia (bandiera) | D     | Claudia Agostini     |
|    | Italia (bandiera) | D     | Elisa Della Santa    |
|    | Italia (bandiera) | D     | Silvia Eccher        |
|    | Italia (bandiera) | D     | Francesca Fasciano   |
|    | Italia (bandiera) | D     | Francesca Marmentini |
|    | Italia (bandiera) | D     | Laura Prosperi       |
|    | Italia (bandiera) | D     | Elena Rigon          |
|    | Italia (bandiera) | D     | Sara Visentin        |
|    | Italia (bandiera) | C     | Giulia Archis        |

| N. |                   | Ruolo | Calciatrice           |
| -- | ----------------- | ----- | --------------------- |
|    | Italia (bandiera) | C     | Alessia Bertolini     |
|    | Italia (bandiera) | C     | Silvia Carraro        |
|    | Italia (bandiera) | C     | Michela Faes          |
|    | Italia (bandiera) | C     | Valentina Manica      |
|    | Italia (bandiera) | C     | Claudia Mottes        |
|    | Italia (bandiera) | C     | Massimiliana Odorizzi |
|    | Italia (bandiera) | C     | Stefania Serafini     |
|    | Italia (bandiera) | A     | Stefania Dallagiacoma |
|    | Italia (bandiera) | A     | Lina Teresina Marsico |
|    | Italia (bandiera) | A     | Chiara Pasqualini     |
|    | Italia (bandiera) | A     | Sara Visentin         |